# Sarianne Savola
Sarianne Savola (13 de marzo de 1987) es una deportista finlandesa que compitió en lucha libre. Ganó una medalla de bronce en el Campeonato Europeo de Lucha de 2009, en la categoría de 48 kg.

## Palmarés internacional
| Campeonato Europeo | Campeonato Europeo | Campeonato Europeo | Campeonato Europeo |
| Año                | Lugar              | Medalla            | Categoría          |
| ------------------ | ------------------ | ------------------ | ------------------ |
| 2009               | Vilna (Lituania)   | Medalla de bronce  | 48 kg              |